# Colura vitiensis
Colura vitiensis là một loài Rêu trong họ Lejeuneaceae. Loài này được Pocs & J. Eggers mô tả khoa học đầu tiên năm 2007.